# Чистополь
Чи́стополь (тат. Чистай) — місто (з 1781) в Росії, адміністративний центр Чистопольського району Татарстану.

## Географія
Місто розташоване на лівому березі річки Кама (Куйбишевське водосховище), за 125 км на північ від залізничної станції Нурлат (лінія Ульяновськ-Уфа). Площа міста 19,24 км².
Відстань до найближчих населених пунктів
Траса Р239:
- Казань 134,98 км
- Олексіївське 32 км (міст через Каму)
- Альметьєвськ 141,2 км
- Бугульма 179 км
- Оренбург 586 км

Інші дороги:
- Нижньокамськ 107 км
- Нурлат 123 км
- Набережні Човни 141 км

## Історія
Перші згадки про село Чисте Поле з'являються в літописах наприкінці XVII — початку XVIII століття. 
Існує кілька версій щодо заснування села. Найбільш поширена з них полягала в тому, що першими поселенцями були втікачі кріпаки або розкольники, які намагались створити власне вільне поселення. Однак на початку XVIII століття вони були виселені, а село спалено і на його місці залишилося лише чисте поле. Уцілілі селяни знову стали відбудовувати свої будинки, до них незабаром приєдналися нові поселенці, а назву нове село отримало в пам'ять про велике згарище.
Поселення розвивалося дуже швидко, в 1761 кількість жителів, згідно з переписом, налічувало понад 1000 осіб.
У 1781 указом Катерини II селу Чисте Поле було присвоєно статус повітового міста Чистополя, з власним гербом.
Наприкінці XIX століття Чистополь — крупний центр торгівлі зерном. До 1917 — друге за значенням (після Казані) місто Казанської губернії. У 1920–1930 роках був центром Чистопольського кантону.
У роки Другої світової війни Чистополь став притулком для Союзу Радянських письменників, в числі яких були Борис Пастернак, Леонід Леонов, Михайло Максимов, один з авторів відомої пісні «Синий платочек», яку виконувала Клавдія Шульженко.
Під час Війни в місті жили:
- Асєєв, Микола Миколайович — радянський поет, жив у місті в 1941 — 1943 роках
- Ахматова, Анна Андріївна — радянська поетеса, жила в місті під час війни в евакуації
- Пастернак, Борис Леонідович — радянський письменник, жив у місті в 1941 — 1943 роках
- Тарковський, Арсеній Олександрович — радянський поет, перекладач, жив у місті в 1941
- Фадєєв, Олександр Олександрович — радянський письменник, прозаїк, жив у місті в 1941 — 1942 роках
- Цвєтаєва, Марина Іванівна — радянська поетеса, пробула в Чистополі в евакуації 25 і 26 серпня 1941

З 8 травня 1952 по 30 квітня 1953 в рамках експерименту з обласного перевлаштування територіально-адміністративного складу автономних республік РРФСР на підставі постанов ЦК ВКП (б) від 19 і 24 квітня 1952 «Про утворення областей в складі Татарської АРСР» була утворена, а потім ліквідована Чистопольська область, місто Чистополь було обласним центром.

## Населення
Населення — 61 092 осіб.
Національний склад
За підсумками перепису 1989 року:
- росіяни (65,8%),
- татари (30,2%),
- чуваші (2,1%).

## Органи влади
Голова адміністрації міста з 17 квітня 2010 — Ахметзянов Ільдус Талгатович.

## Культура
- Музей повітового міста
- Меморіальний музей Бориса Пастернака
- Меморіальний комплекс Перемоги в Німецько-радянській війні з алеєю пам'яті та вічним вогнем
- Палац культури
- Будинок культури «Будівельник»
- Молодіжний центр
- Льодовий палац
- Скарятинський сад (відреставрований у 2011 році центральний парк міста)
- Мірошницький парк (зведений у 2011 році по вулиці 40 років Перемоги)

## Освіта
- Філія (факультет) «Восток» Казанського національного дослідницького технічного університету — КДТУ ім.Туполева[2]
- Філія Інституту економіки, управління та права[3]
- Філія Казанського (Приволзького) Федерального Університету
- Сільськогосподарський технікум
- Медичне училище
- Чистопольський педагогічний коледж[4]
- Чистопольський політехнічний коледж
- Дитяча музична школа
- Дитяча художня школа
- Безліч середніх шкіл та інших навчальних закладів.

## Економіка
3аводи — годинниковий, судноремонтний, «Автоспецоборудование», авторемонтний; радіокомпанія «Вектор», деревообробний комбінат, меблева фабрика.
Підприємства легкої (швейна, трикотажна, взуттєва фабрики) та харчової (лікеро-горілчаний завод, кондитерська фабрика, рибозавод, м'ясокомбінат, молочний комбінат, хлібозавод, елеватор, птахофабрика) промисловості. З підприємств транспортної галузі виділяються ВАТ «Транспортник» (вантажні перевезення) та ТОВ «ПАТП — 1» (пасажирські перевезення).
Обсяг відвантажених товарів власного виробництва та виконаних робіт та послуг власними силами по обробним виробництвам за 2011 рік склав 4,70 млрд рублів.

## Засоби масової інформації
Телебачення
У місті приймаються сигнали федеральних телеканалів: «Перший канал», «Росія-1», «НТВ», «ТНТ», «СТС», «ТВ Центр».
Радіо
У місті віщають 6 радіостанцій в FM діапазоні.

## Клімат
- Середньорічна температура повітря — 4,1 ° C
- відносна вологість повітря — 69,8%
- Середня швидкість вітру — 4,13 м/с

| Клімат Чистополя                          | Клімат Чистополя | Клімат Чистополя | Клімат Чистополя | Клімат Чистополя | Клімат Чистополя | Клімат Чистополя | Клімат Чистополя | Клімат Чистополя | Клімат Чистополя | Клімат Чистополя | Клімат Чистополя | Клімат Чистополя | Клімат Чистополя |
| Показник                                  | Січ.             | Лют.             | Бер.             | Квіт.            | Трав.            | Черв.            | Лип.             | Серп.            | Вер.             | Жовт.            | Лист.            | Груд.            | Рік              |
| Середня температура, °C                   | −10,9            | −10,9            | −5,8             | 4,5              | 13,4             | 18,5             | 20,3             | 17,7             | 12,1             | 4,4              | −4,8             | −10,1            | 4,1              |
| ----------------------------------------- | ---------------- | ---------------- | ---------------- | ---------------- | ---------------- | ---------------- | ---------------- | ---------------- | ---------------- | ---------------- | ---------------- | ---------------- | ---------------- |
| Джерело: Республіка Татарстан — Метеодані |                  |                  |                  |                  |                  |                  |                  |                  |                  |                  |                  |                  |                  |

## Пам'ятки

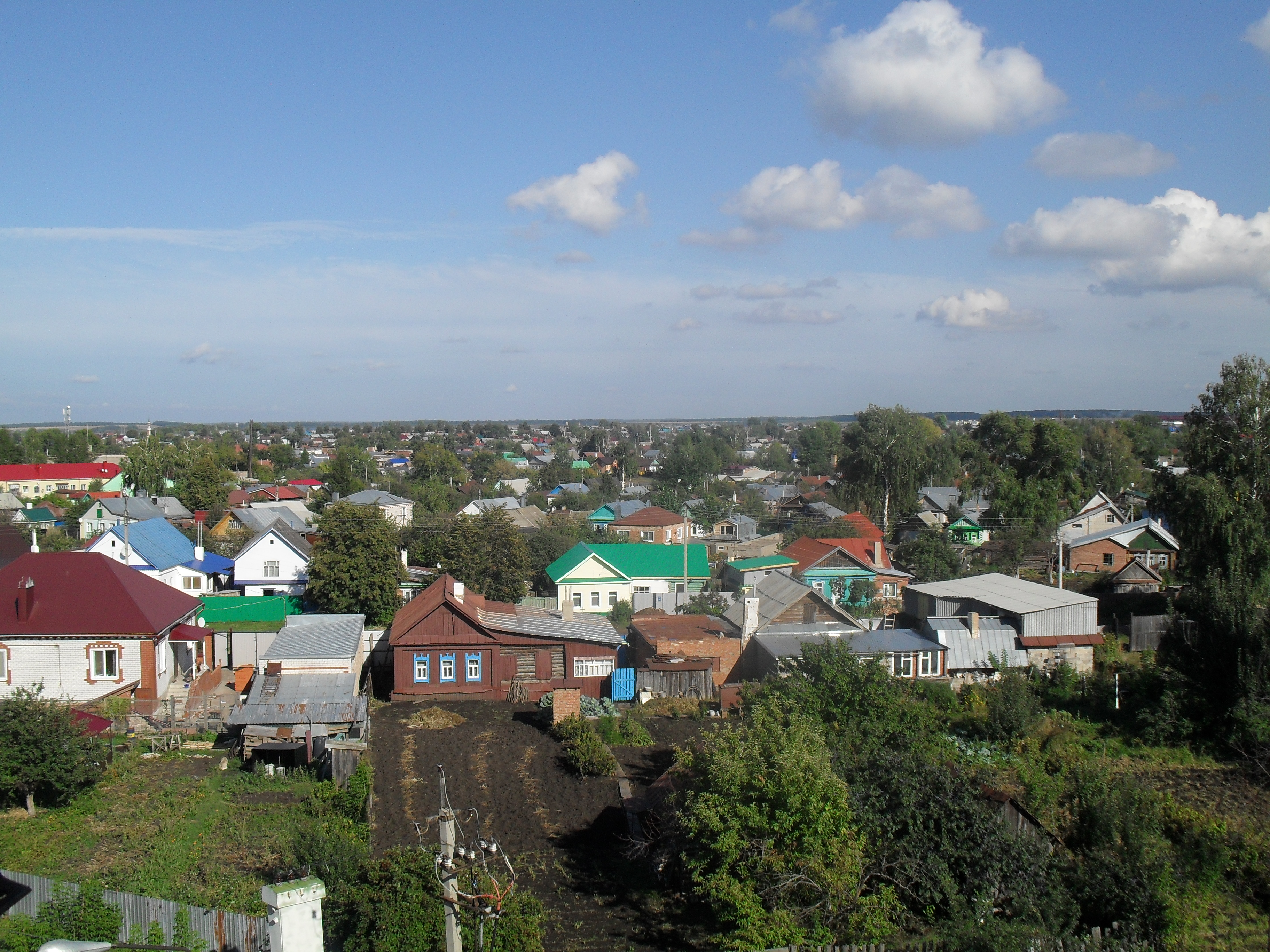
Чистополь з висоти п'ятиповерхового будинку

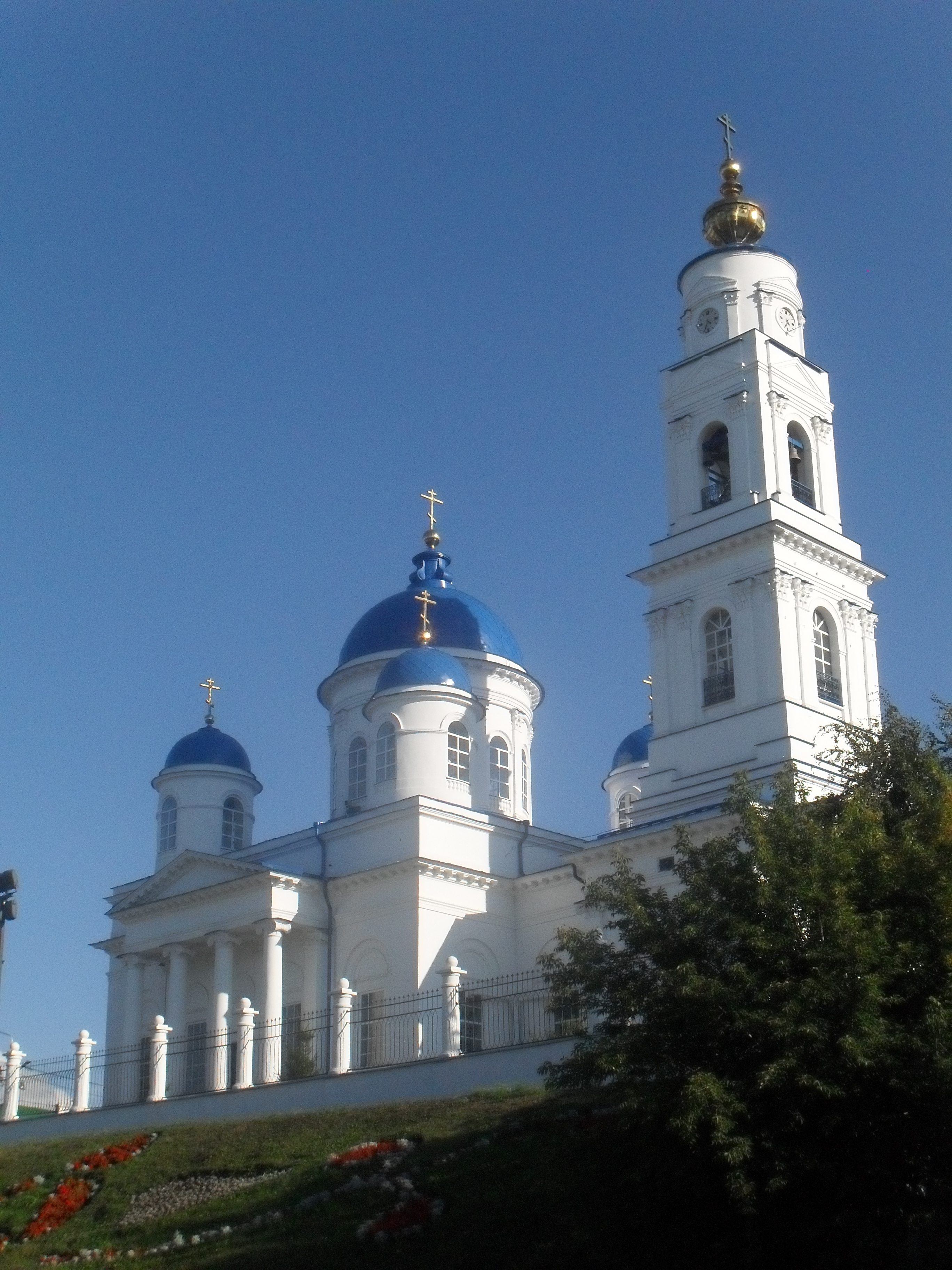
Нікольський собор

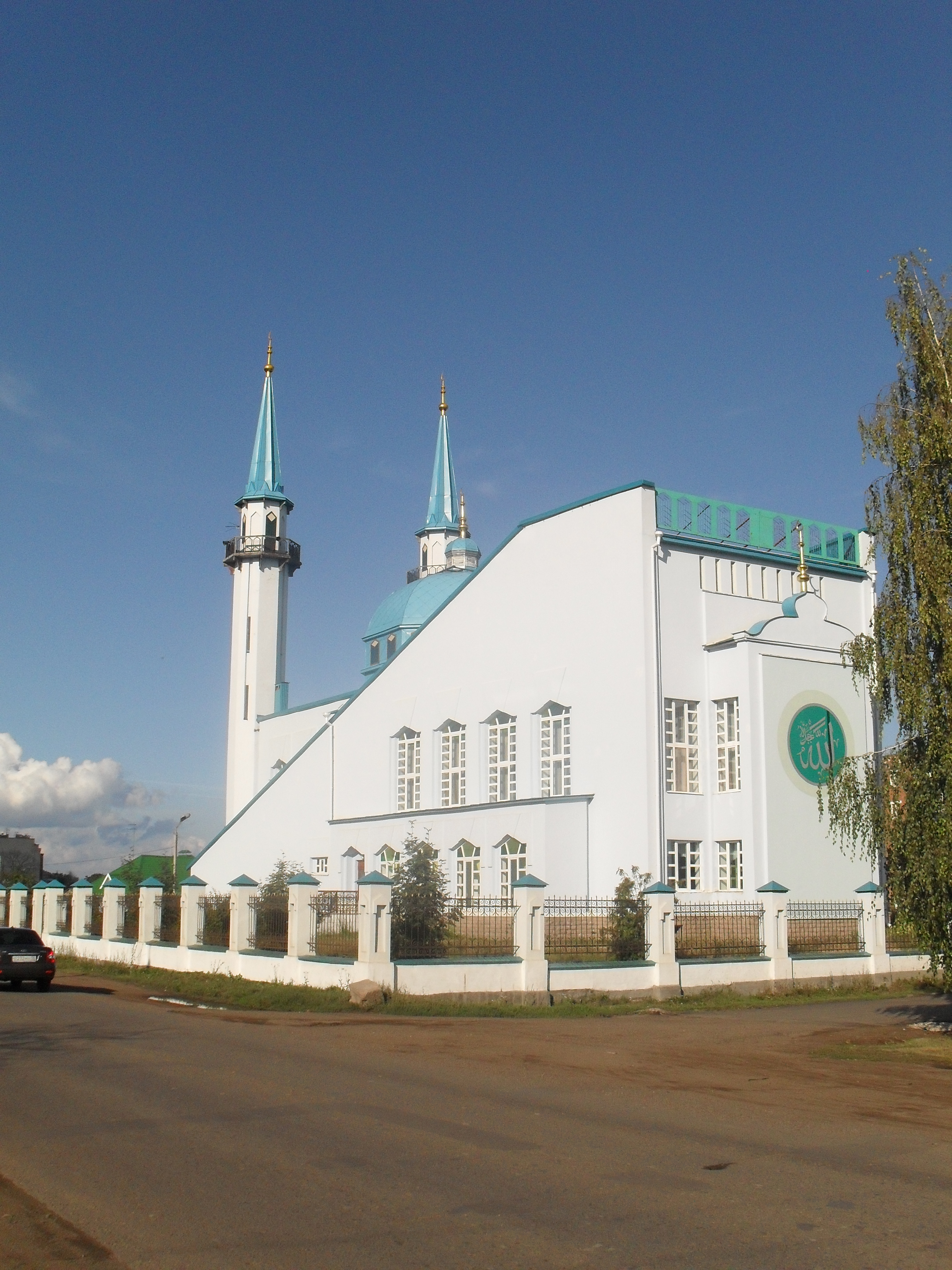
Мечеть Іхлас

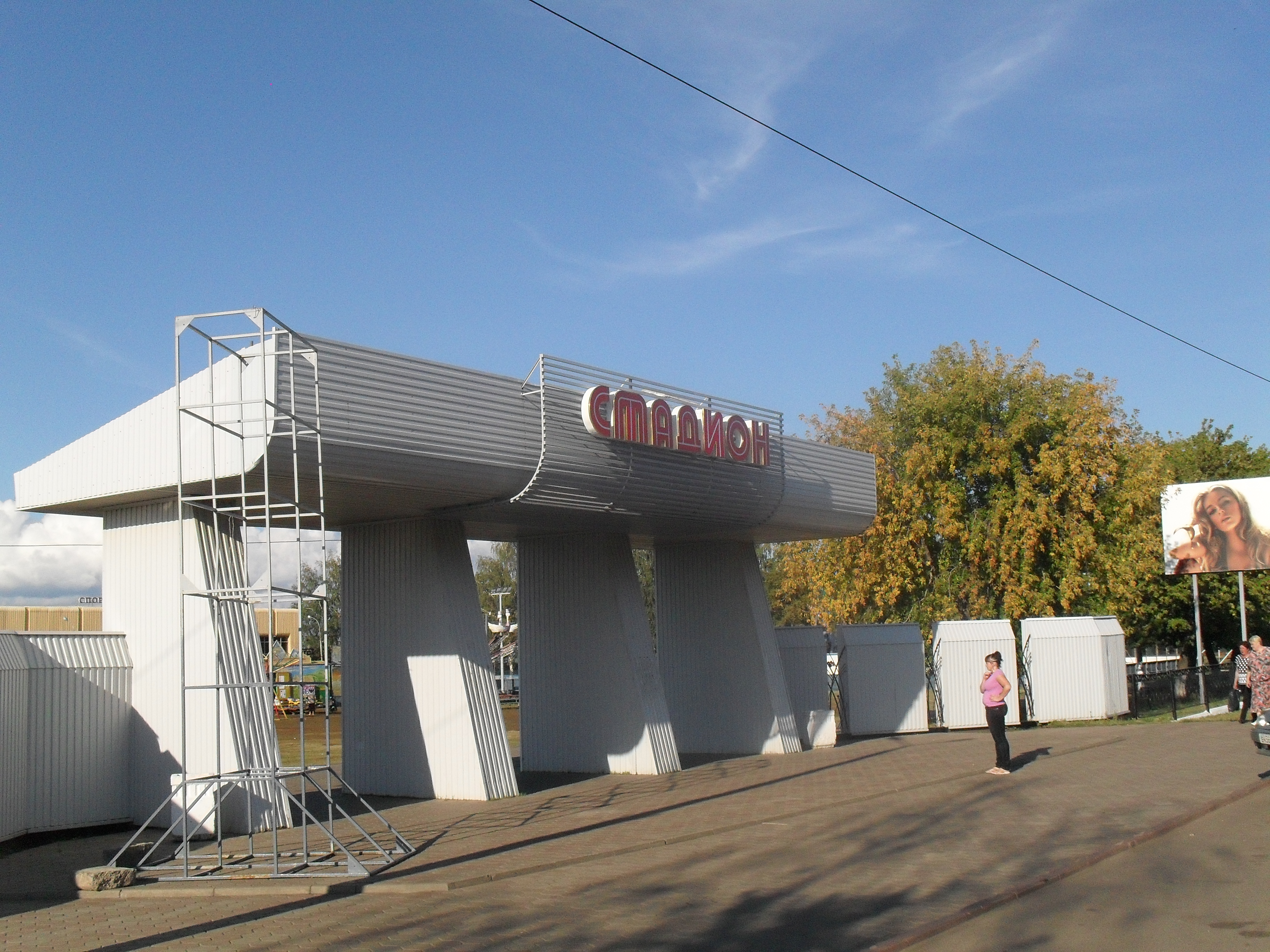
Чистопольський стадіон

Меморіальний комплекс з вічним вогнем

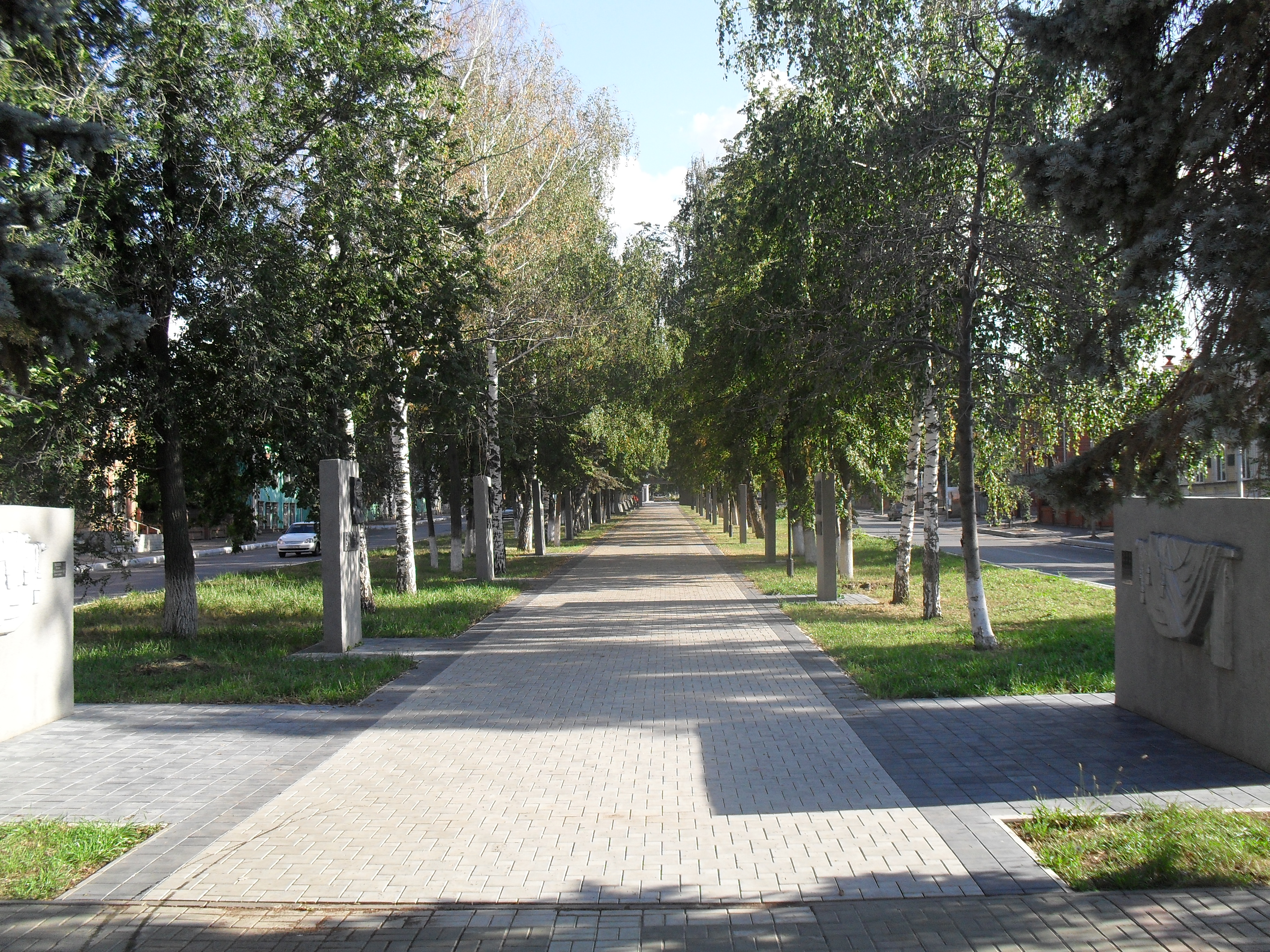
Алея пам'яті

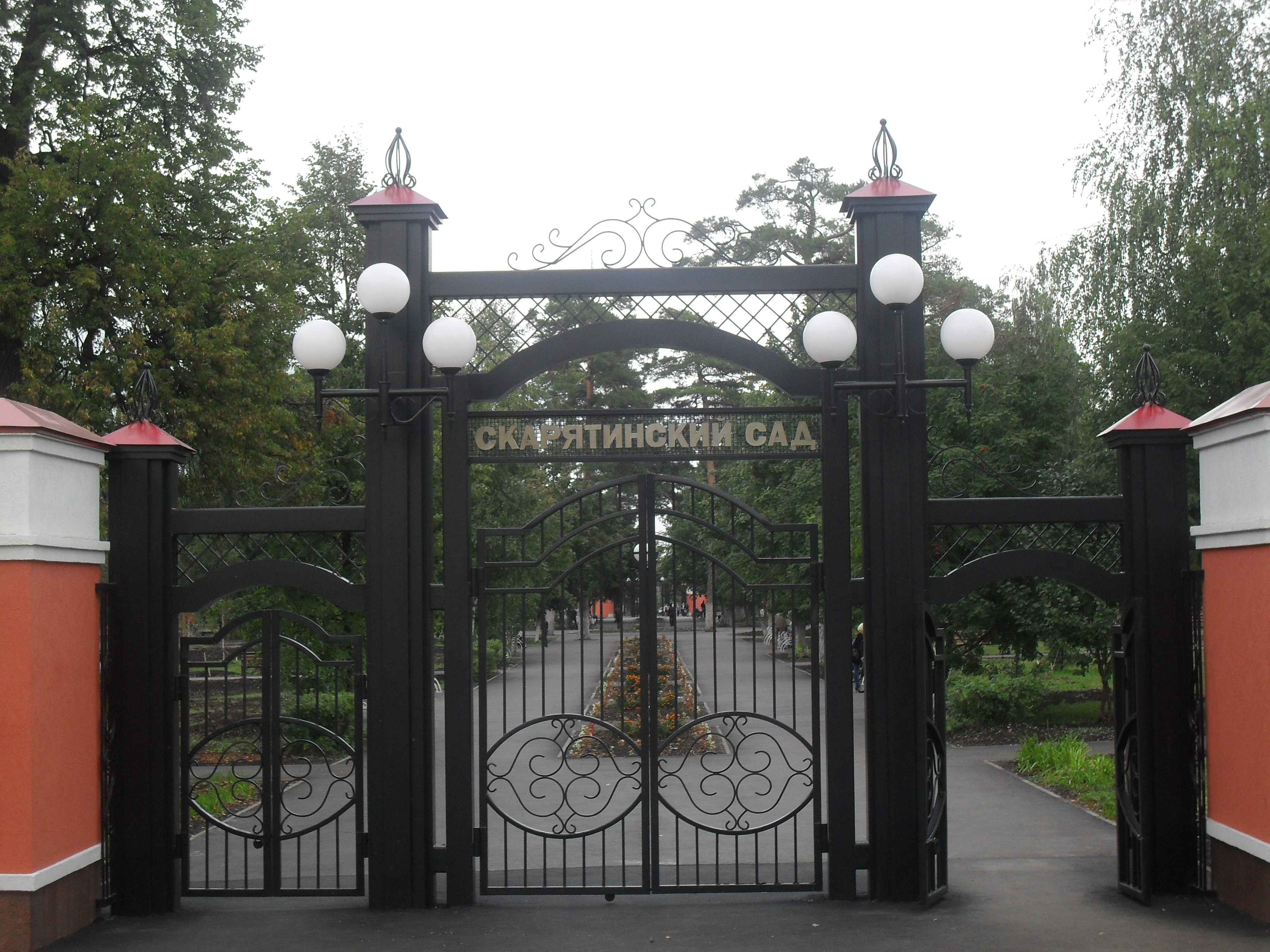
Скарятинський сад

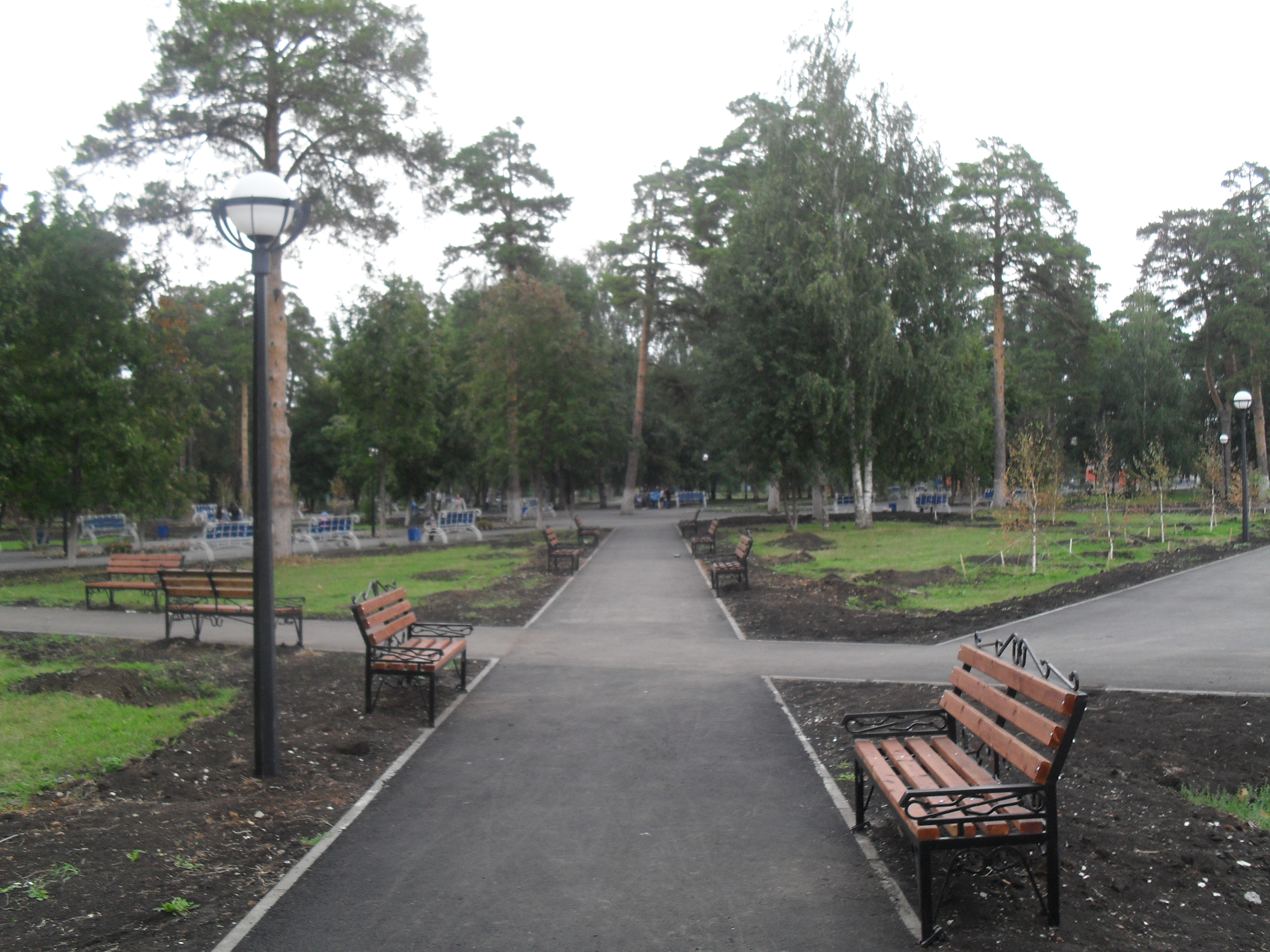
Алеї Скарятинского саду

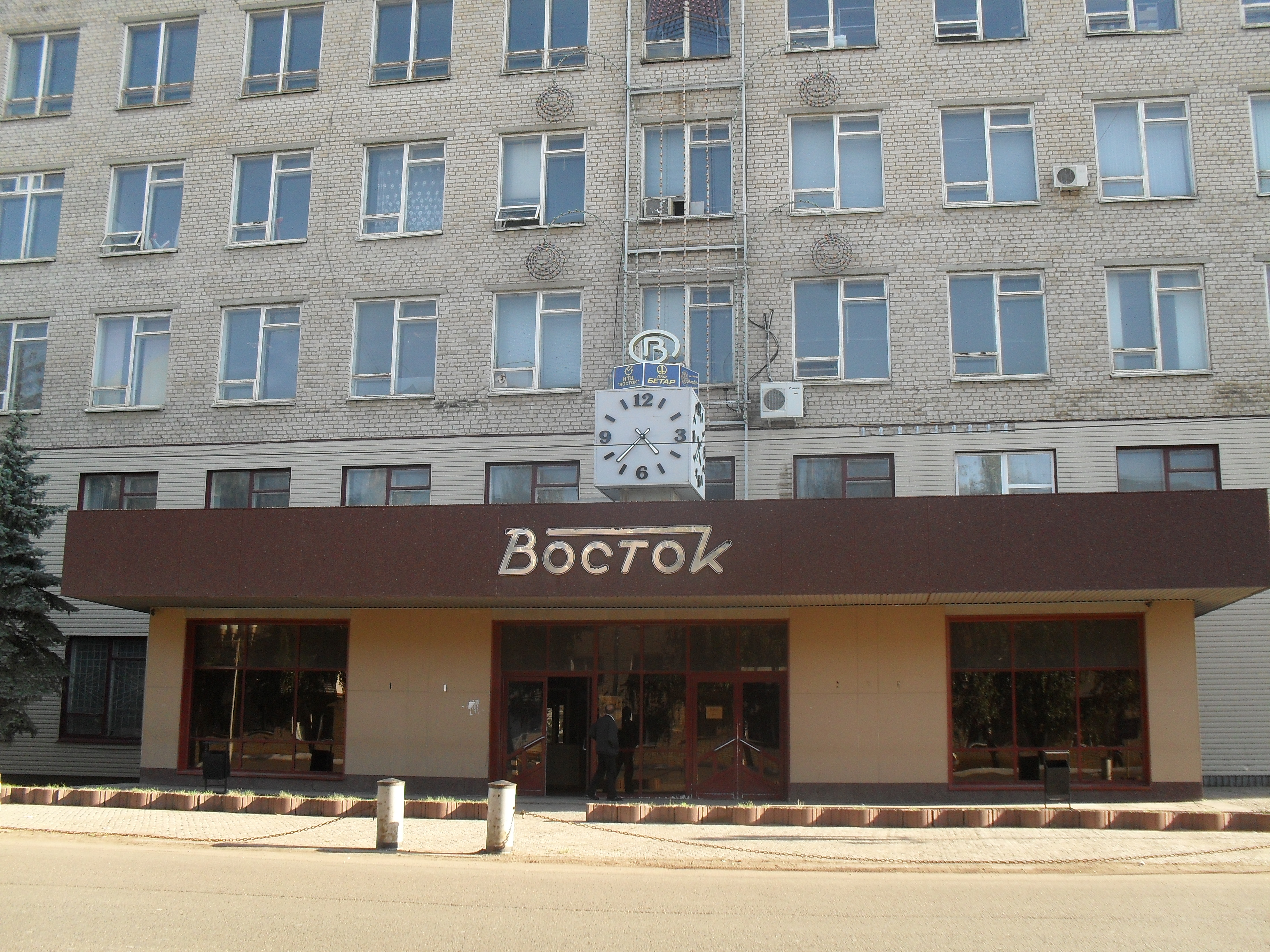
ЧЧЗ «Восток»

- Колишня будівля міськвиконкому.
- Водонапірна вежа
- Палац одруження.
- Будинок Мельникова.
- Центральна будівля Ощадбанку.

## Чистопольська в'язниця
- Марченко Анатолій Тихонович — дисидент, помер в Чистополі в 1986.
- Огурцов Ігор В'ячеславович — засновник ВСХСОН, відбував покарання в Чистопольській в'язниці.
- Щаранський Натан Борисович — міністр внутрішніх справ Ізраїлю, був в ув'язненні в Чистопольській в'язниці.

## Релігія
Російська православна церква
- Нікольський кафедральний собор
- Храм Казанської ікони Божої Матері
- Храм ікони Божої Матері " Розчулення "

Іслам
- Перша Соборна Мечеть
- Мечеть Мунір
- Мечеть Іман
- Мечеть Анас
- Мечеть Іхлас

## Люди, пов'язані з містом
- Батталья, Саліх Вазиховіч — татарський письменник, навчався в медресе міста
- Бутлеров, Олександр Михайлович — російський хімік, народився в місті в 1828
- Губайдуліна, Софія Асгатовна — радянський композитор, народилася в місті в 1931
- Іванов, Порфирій Корнійович — засновник руху івановців, деякий час утримувався у психітаричній лікарні міста
- Ісхакі, Гаяз — діяч татарського національного руху, вчився в медресе міста Чистополя
- Корягін, Анатолій Іванович — радянський дисидент, деякий час утримувався у психіатричній лікарні міста
- Кошкін, Іван Олексійович — закінчив Чистопольську школу прапорщиків, діяч антирадянського руху в США
- Лізалін, Роман Євгенович — уродженець та почесний громадянин міста Чистополь, капітан круїзного теплохода «Арабелла», екіпаж якого 10.07.2011 врятував 76 пасажирів з затонулого теплохода «Булгарія»[5].
- Чванов Сергій Миколайович — гуморист, учасник дуету «Нові Російські Бабки».
- Борис Пастернак — російський письменник, один з найбільших поетів XX століття, лауреат Нобелівської премії з літератури (1958), жив в місті під час війни в евакуації.